# Koskela (Oulu)
Koskela (en finnois : Koskelan kaupunginosa) est  un  quartier du district de Koskela de la ville d'Oulu en Finlande.

## Description
Le quartier compte 3 360 habitants (31.12.2018).
L'école élémentaire de Koskela est une école de formation d'enseignants de l'école normale  d'Oulu depuis août 2013.

## Galerie

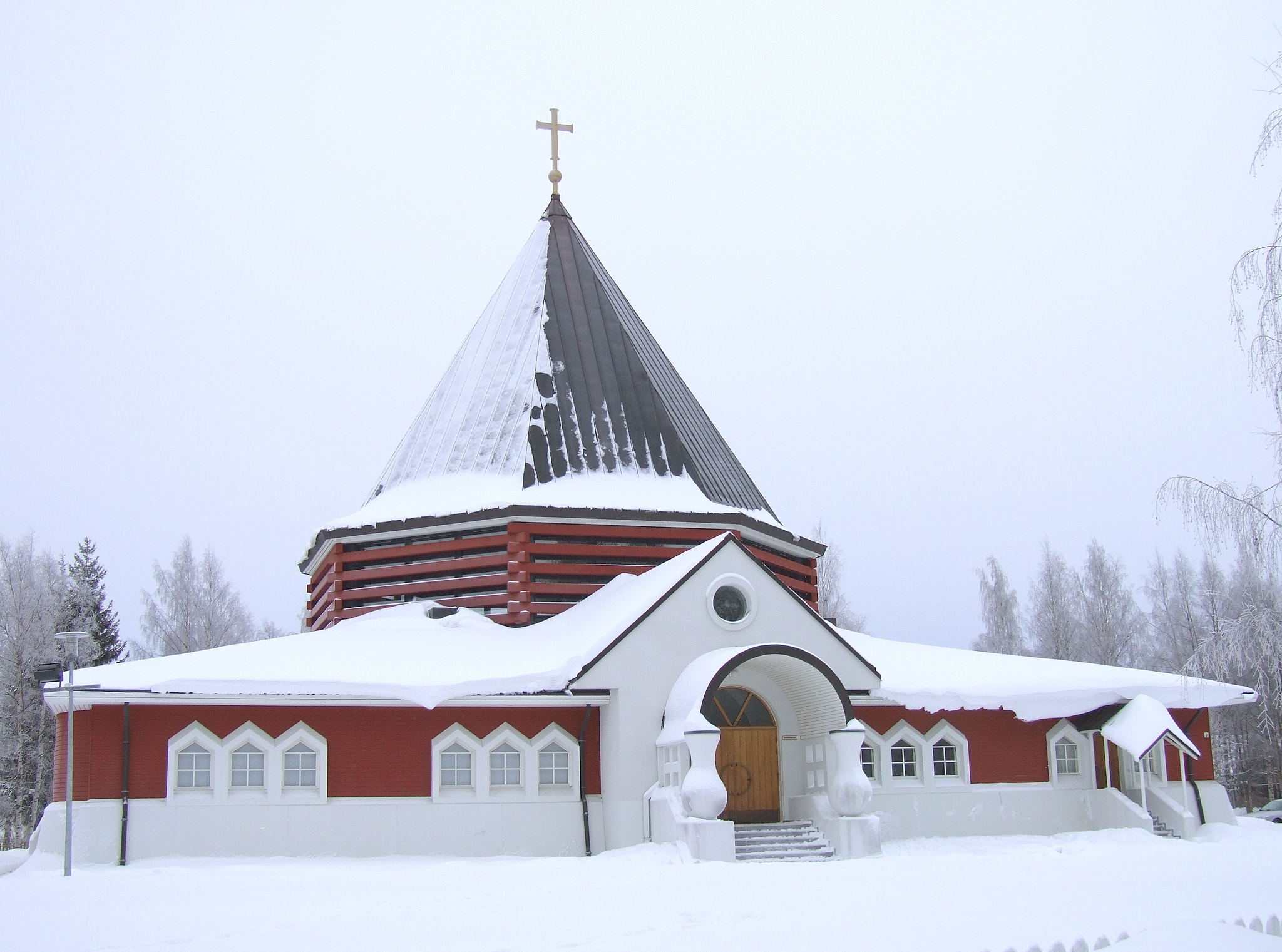
L'église de la sainte famille de Nazareth.
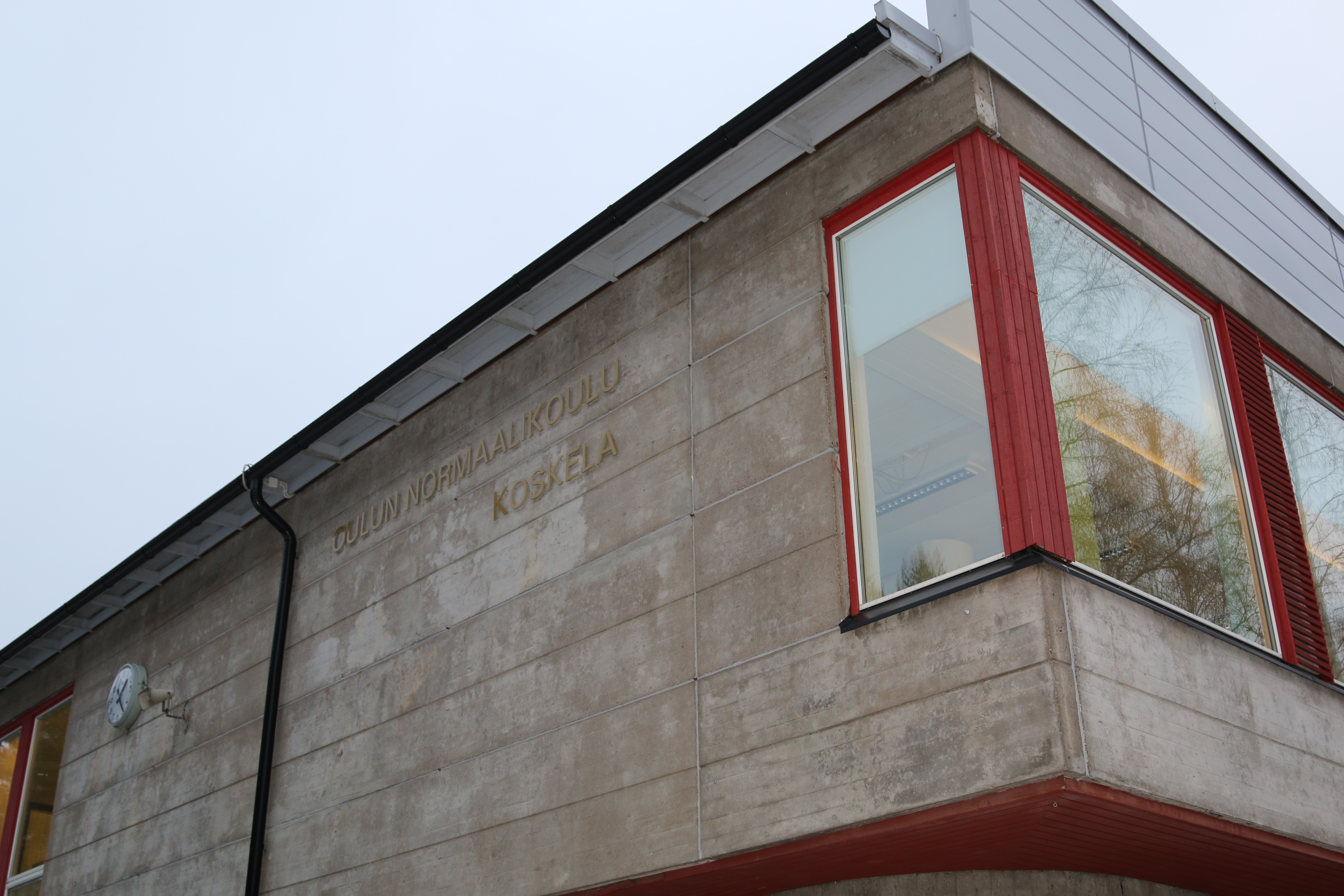
École normale d'Oulu, site de Koskela.
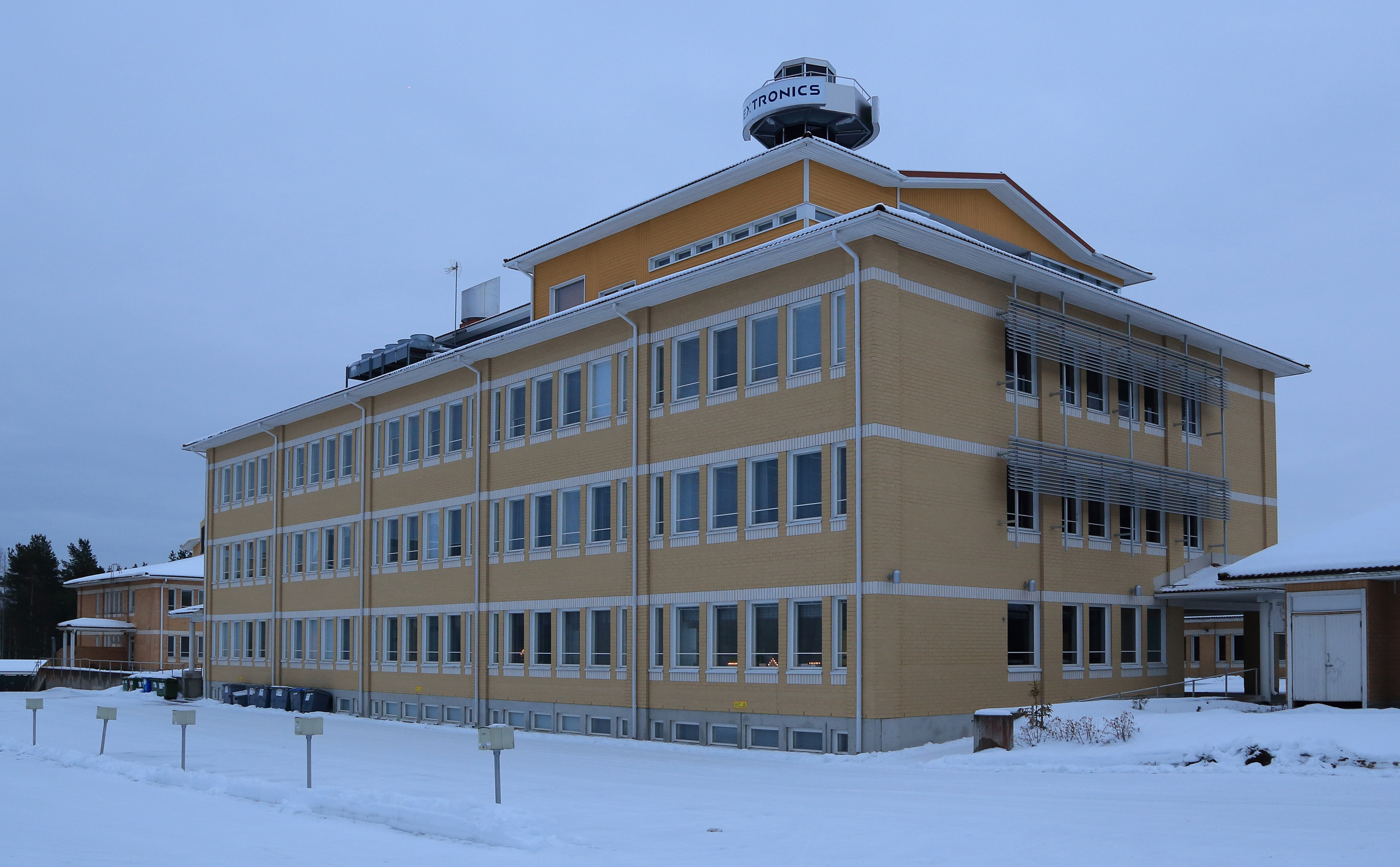
Kaarnatie 40.
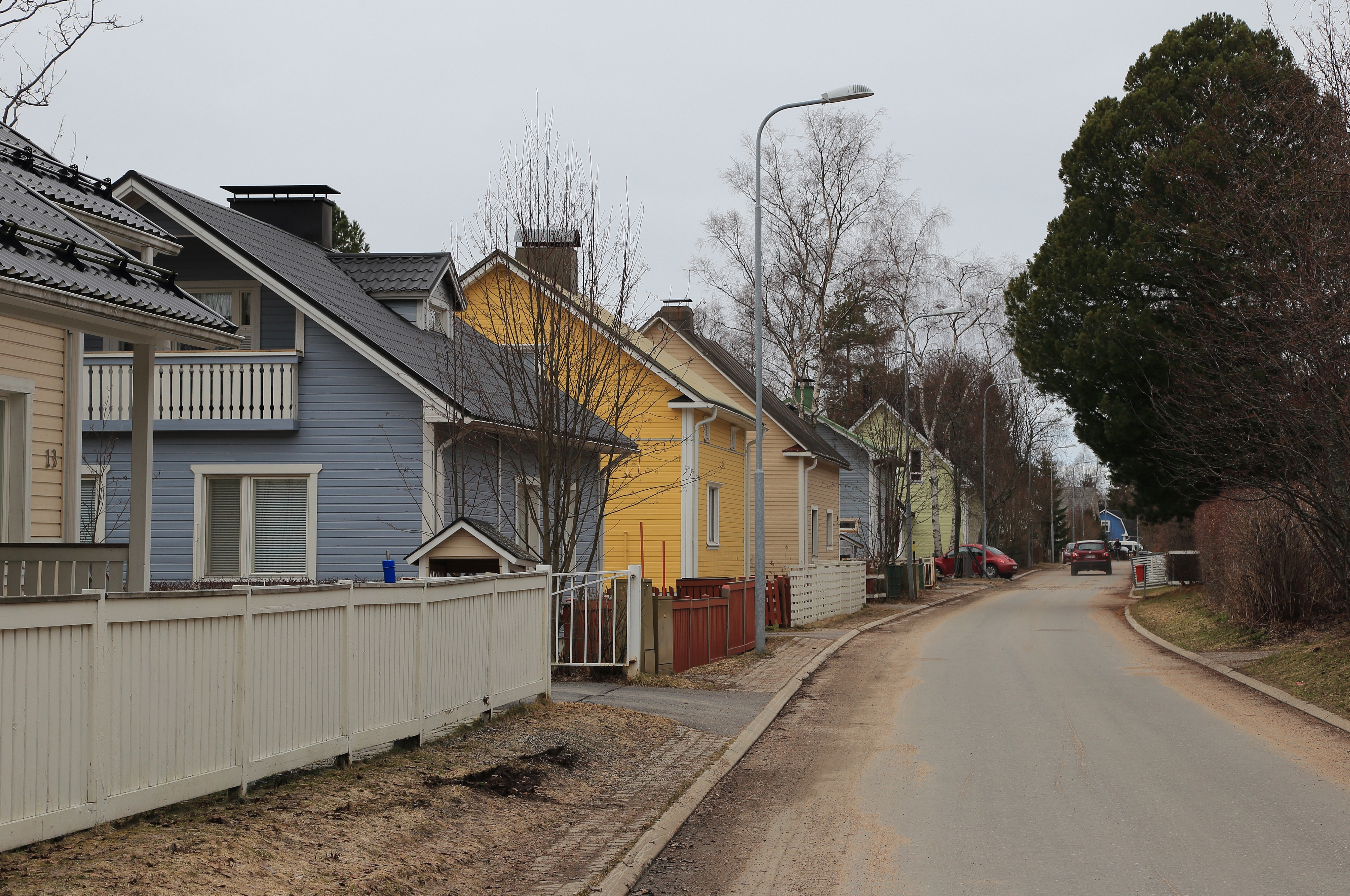
Ketjutie.